# روابط اسرائیل و نروژ
روابط اسرائیل و نروژ روابط دوجانبه میان اسرائیل و نروژ است. نروژ یکی از اولین کشورهایی بود که اسرائیل را در ۴ فوریه ۱۹۴۹ به رسمیت شناخت.

## تاریخ
در ۱۱ مه ۱۹۴۹، نروژ یکی از اعضای سازمان ملل بود که در مجمع عمومی به پذیرش اسرائیل در سازمان ملل رای داد. هر دو کشور بعداً در همان سال روابط دیپلماتیک برقرار کردند.

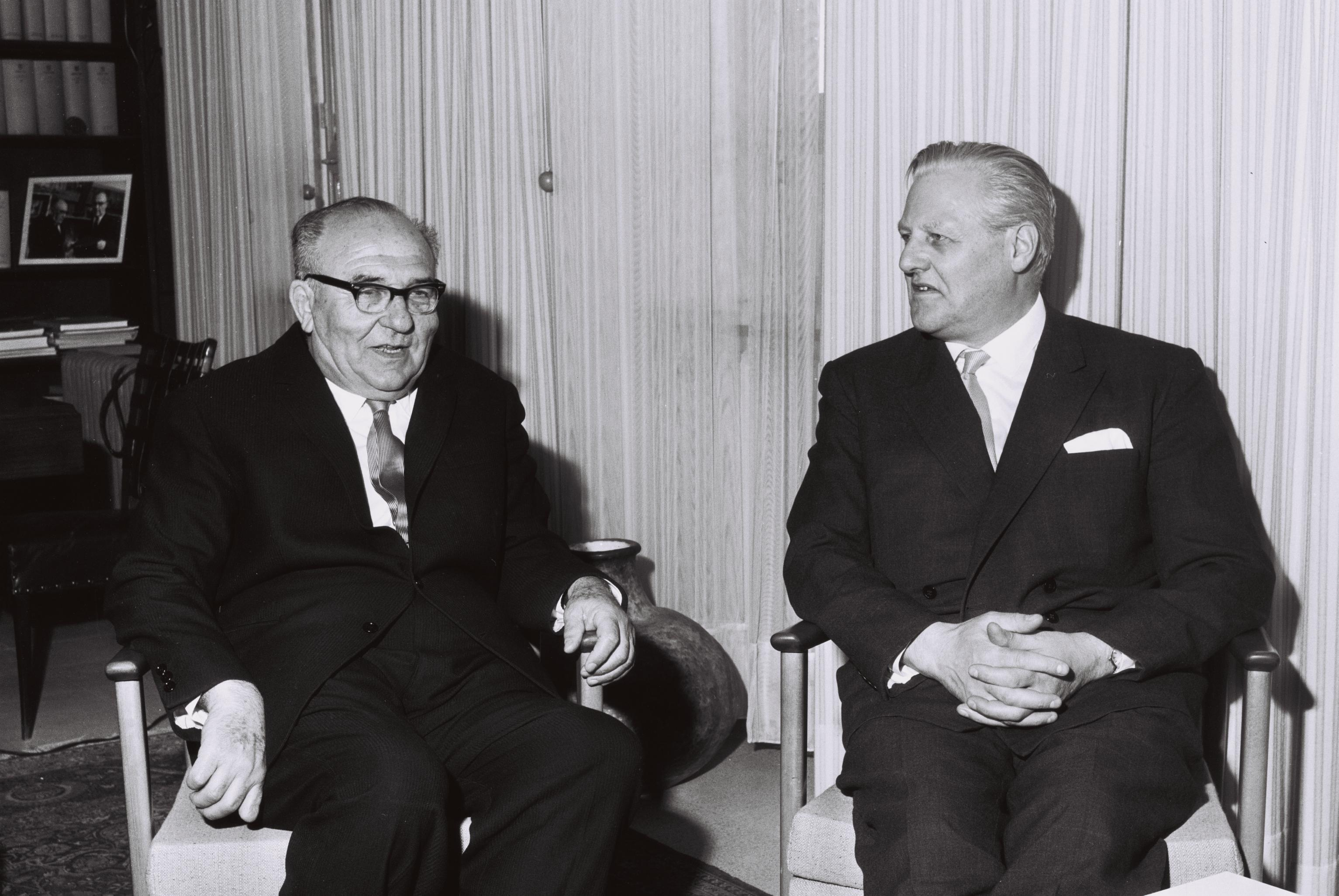
دیدار نخست‌وزیر لوی اشکول با وزیر امور خارجه یون لینگ، ۱۹۶۷

اسرائیل در اسلو یک سفارتخانه دارد که به نروژ و ایسلند خدمات می‌دهد. نروژ دارای یک سفارتخانه در تل آویو و دو کنسولگری افتخاری در ایلات و در حیفا است.

## روابط نظامی

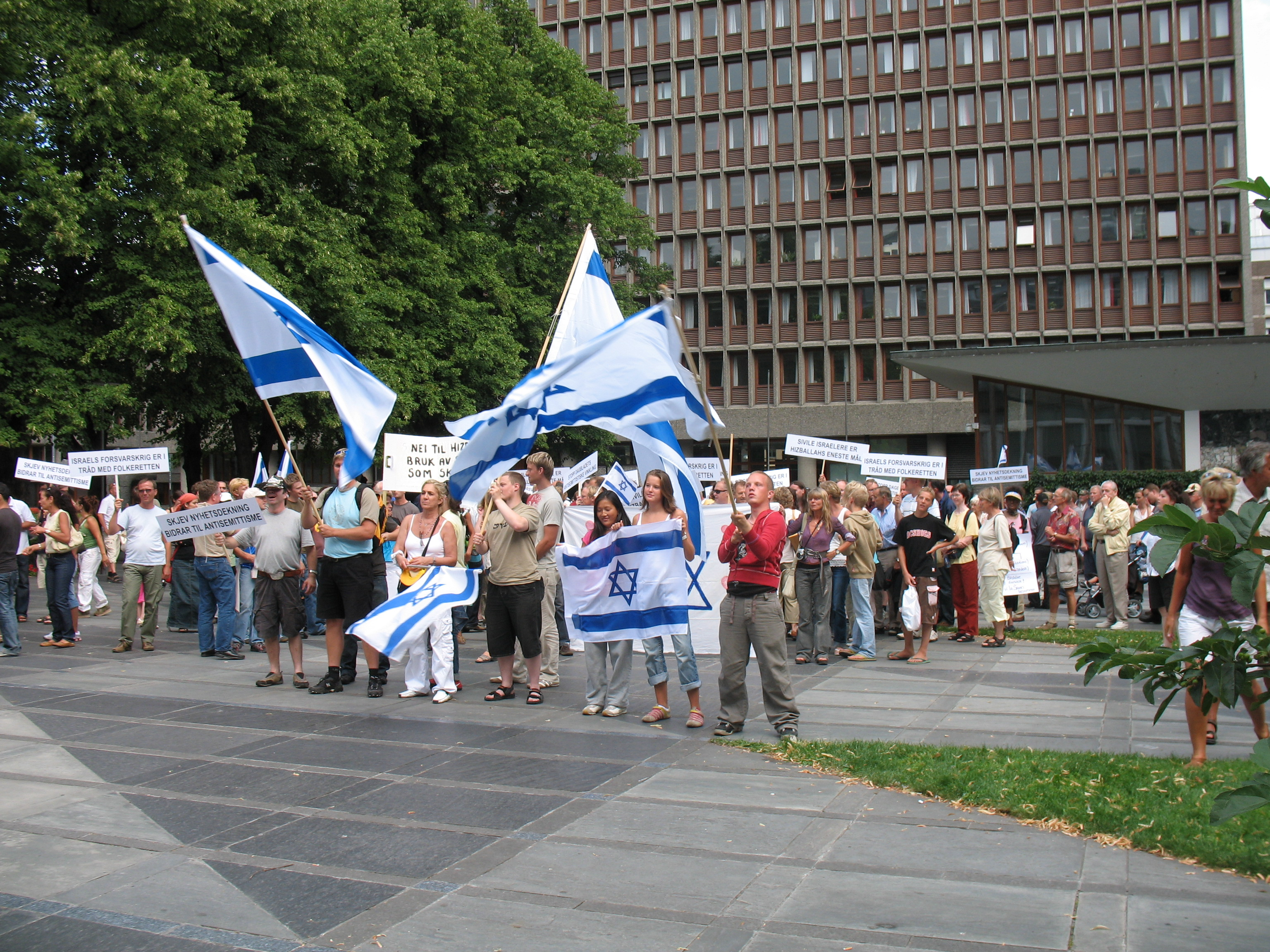
تظاهرات طرفداران اسرائیل در اسلو، نروژ، توسط سازمان " صلح با اسرائیل ".

در سال ۲۰۰۷، ۲۴ یهودی نروژی به عنوان شاغل در ارتش اسرائیل ثبت شدند.
در سپتامبر ۲۰۱۰، پس از اینکه آلمان آزمایش دو زیردریایی جدید کلاس دلفین را برای نیروی دریایی اسرائیل آغاز کرد، به دلیل نقش احتمالی آنها در اجرای محاصره نوار غزه، نروژ آزمایش آنها را در آبهای سرزمینی خود منع کرد.